# Brushy Butte
Brushy Butte és un petit volcà en escut, poc estudiat, situat a l'est del Timbered Crater, al sud-sud-est de Medicine Lake, al nord de Califòrnia, Estats Units. El cim s'eleva fins als 1.168 msnm. Es considera que aquest volcà ha format un desenvolupament del sòl i un grau de revegetació similar al del flux de Hat Creek. No hi ha cap erupció datada durant l'Holocè, sent la darrera coneguda durant el Plistocè, en una erupció que va durant entre 10 i 20 anys. Es troba en una zona de rift i el tipus de magma que va entrar en erupció era basalt toleític; amb un tipus de lava fosca que conté entre un 45 i un 53 per cent de sílice, que és rica en ferro i magnesi.